# Дуванка (Сватівський район)
Дува́нка — село в Україні, у Лозно-Олександрівській селищній громаді Сватівського району Луганської області. Населення - 51 особа.